# Don Reinhoudt
Donald Reinhoudt (Brocton, Nueva York, 6 de marzo de 1945-3 de julio de 2023) fue un levantador de potencia y halterófilo estadounidense. Tras obtener un título en finanzas, Reinhoudt comenzó a trabajar como contador.

## Carrera atlética
Durante su adolescencia Reinhoudt fue un jugador de baloncesto y fútbol americano, además de practicar lanzamiento de peso.
Don comenzó a levantar pesas a los 18 años, cuando jugaba como defensor para su colegio. Además de jugar fútbol americano Reinhoudt practicaba atletismo.
Más tarde Don compitió en seis campeonatos de halterofilia, incluido un campeonato nacional de 1967.

## Powerlifting
Don Reinhoudt comenzó a participar en powerlifting en 1969.
En 1972 Reinhoudt salió en 3.er puesto en el campeonato internacional de ese año, logrando un total de 975 kg. Entre 1973 y 1976 salió en 1º puesto en el campeonato internacional de powerlifting, y ganó el título de EE. UU. en esos años. Fue el primer hombre en superar el total de 1100 kg.
En este tiempo Reinhoudt medía 1.90 m y pesaba 145 kg.

## Resultados en powerlifting
- Campeonato mundial de 1972

Sentadilla: 376 kg, Press: 267 kg, Peso muerto: 331 kg
- Campeonato IPF DE 1973

Sentadilla: 407 kg, Press: 263 kg, Peso muerto: 362.5 kg
- Campeonato IPF DE 1974

Sentadilla: 410 kg, Press: 252 kg, Peso muerto: 375 kg
- Campeonato IPF DE 1975

Sentadilla: 400 kg, Press: 260 kg, Peso muerto: 380 kg
- Campeonato IPF DE 1976 +110 kg

Sentadilla: 390 kg, Press: 252.5 kg, Peso muerto: 372.5 kg

## Strongman
Don Reinhoudt comptió tres veces en el hombre más fuerte del mundo, en la primera competición, en 1978, salió segundo. En esa ocasión ganó Bruce Wilhelm, pero al año siguiente Reinhoudt ganó la competición superando al joven Bill Kazmaier.
En la competición de 1980 Reinhoudt se desgarró el bíceps y debió abandonar la competición.

## Reconocimientos
- Salón de la fama de la Federación internacional de powerlifting
- Salón de la fama del powerlifting estadounidense.
- Salón de la fama de los deportes en Nueva York

| El hombre más fuerte del mundo |                |                             |
| Precedido por: Bruce Wilhelm   | Primero (1979) | Sucedido por: Bill Kazmaier |